# Die Wahrheit (Wien)

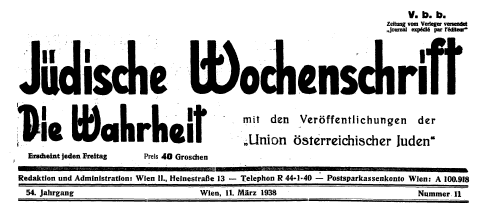
Kopf der letzten Ausgabe vor dem Verbot 1938

Die Wahrheit war eine jüdische Wochenzeitung, die zwischen 1885 und 1938 in Wien erschien. Der Zeitungsvertrieb wurde 1933 im nationalsozialistischen Deutschen Reich verboten. Nach dem Anschluss Österreichs an das Deutsche Reich wurde die Zeitung auch dort verboten und erschien am 11. März 1938 zum letzten Mal.
Das Motto der Zeitung war Das Siegel Gottes ist Wahrheit. Die Zeitung erschien mit verschiedenen Untertiteln, was auf ideologische Verschiebungen schließen lassen kann:
- Unabhängige Zeitschrift für jüdische Interessen
- Deutschösterreichische Wochenschrift für jüdische Interessen. Veröffentlichungen der Union deutsch-österreichischer Juden
- Österreichische Wochenschrift für jüdische Interessen
- Jüdische Wochenschrift

Der Begründer und Chefredakteur der Zeitung war Jakob Bauer (1852–1926), der seit 1881 auch Herausgeber der Österreichisch-Ungarischen Cantoren-Zeitung war, die ab 1899 bis 1912 als Beilage der Wahrheit erschien. Weitere Chefredakteure waren Alois Kulka, M. Löwy, Ludwig Hirschfeld (1873–1931) und dessen Sohn Oskar Hirschfeld. Der zunehmende Antisemitismus in Österreich und im Deutschen Reich in den 1920er Jahren veranlasste Bauers Nachfolger Ludwig Hirschfeld zu einer stärkeren politischen Ausrichtung. Die Zeitung war an die politischen Ziele der Österreichisch-Israelitischen Union einer Integrationspolitik angelehnt und propagierte das Zusammenleben der Juden und Nicht-Juden in den europäischen Staaten. Sie rückte damit von den politischen Zielen des Zionismus ab. Die Zeitung diente auch für Veröffentlichungen der Österreichisch-Israelitischen Union. Freie Mitarbeiter der Zeitung waren unter anderen Jakob Ornstein (1859–1939) und Max Grunwald, welcher eine Serie Frauenporträts schrieb; auch Frauen schrieben in den 20er Jahren für die Zeitung. Die Berichterstattung konzentrierte sich auf die Berichte aus der Israelitischen Kultusgemeinde Wien (IKG), was sich 1936 änderte, als die zionistische Fraktion die Mehrheit in der Gemeinde erreicht hatte und die eigenen Publikationen bediente.
Die Zeitung erschien freitags und hatte meistens 16 Seiten Umfang.
Die Wahrheit ist in digitalisierter Form im Compact Memory der Universitätsbibliothek Frankfurt am Main erfasst.